# Il piacere (Vivaldi)

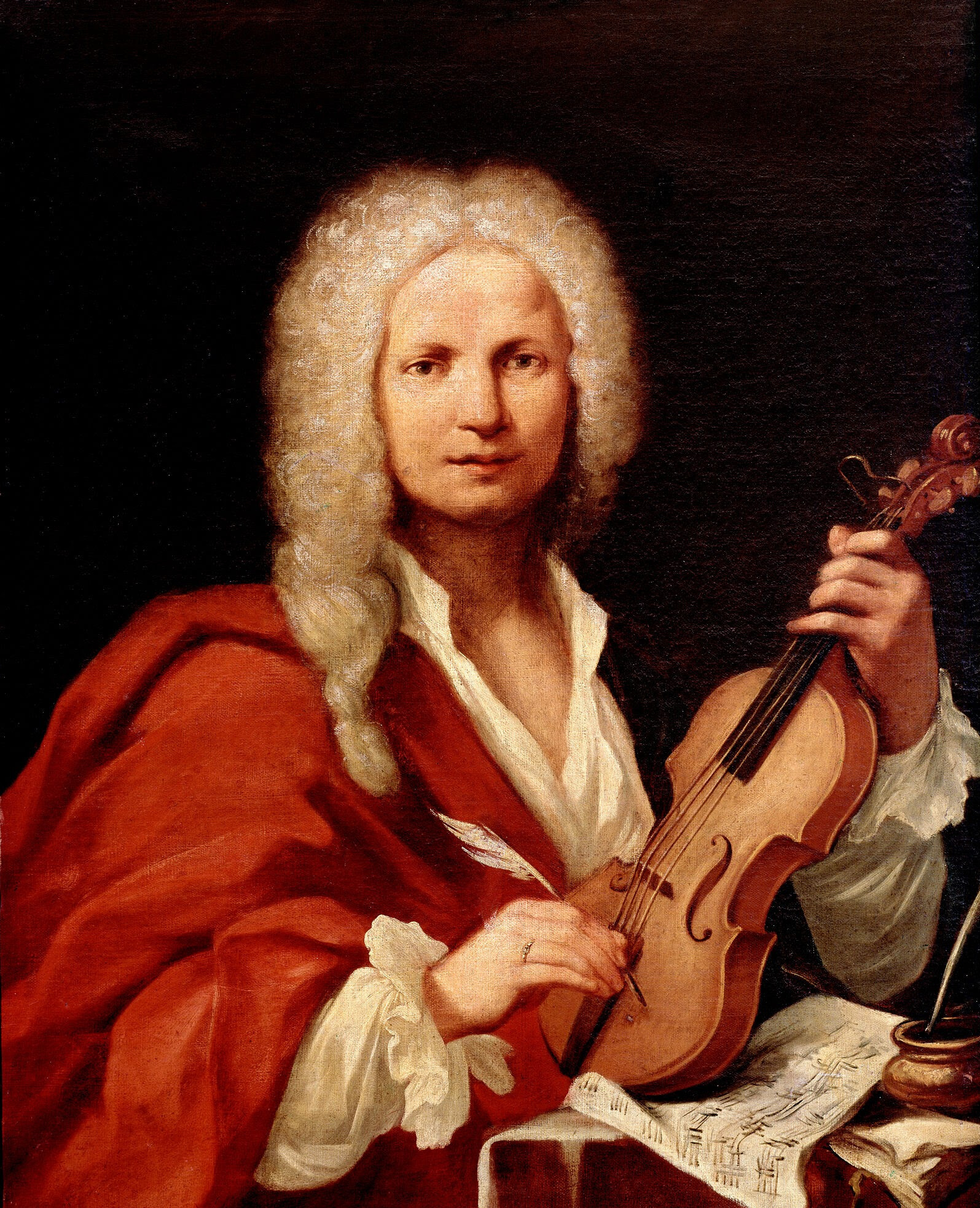
Antonio Vivaldi

Il piacere – Koncert C-dur Przyjemność (Il piacere), RV 180 - szósty z koncertów skrzypcowych umieszczony w zbiorze 12 koncertów Il cimento dell'armonia e dell'inventione, op. 8, które Antonio Vivaldi skomponował w 1725 roku. Melodia utworu trafnie oddaje tytułową przyjemność. Vivaldi interesował się możliwością przeniesienia ludzkich emocji na język muzyki. Warto tu przypomnieć inny cykl jego koncertów Le Humane Passioni.